# Moment of Silence
«Moment of Silence» —en español: «Momento del silencio»— es una canción compuesta e interpretada por Ovidiu Anton, en inglés. Fue elegida para representar a Rumania en el Festival de la Canción de Eurovisión de 2016 tras ganar la final nacional rumana, Selecția Națională 2016.

## Festival de Eurovisión

### Selecția Națională 2016
La TVR abrió un plazo de presentación para que los artistas y compositores enviaran sus canciones antes del 18 de enero y el 7 de febrero de 2016. Un comité experto revisó entonces las canciones entre el 8 y 10 de febrero. Se recibieron 94 canciones tras terminar el plazo. Cada juez en el comité puntuaba a las canciones de 1 (más bajo) a 10 (más alto), basándose en criterios como la armonía melódica y la estructura de la canción, la interpretación orquestral, originalidad y diversidad estilística de la composición y sonido, y calidad de la voz. Tras combinar las votaciones del jurado, se seleccionaron las doce mejores canciones con más puntos para la final nacional. Estas se anunciaron durante una conferencia el 11 de febrero de 2016, la cual se televisó en TVR2. Entre los artistas competidores se encontraba Mihai Trăistariu, quien ya había representado a Rumania en el Festival de 2006. TVR organizó una presentación el 19 de febrero, donde el orden de interpretación de la semifinal se determinó y los artistas interpretaron sus canciones en vivo para el público.
El 17 de febrero de 2016, la canción «Brand new day», escrita por Martyn Baylay y Phil Bates para ser interpretada por HayLey Evetts, fue retirada de la competición y reemplazada por la canción «Tu esti povestea», interpretada por Gașca de acasă. Una canción adicional de apoyo se seleccionó en el evento que otro participante retiró; la canción era «The reason», escrita e interpretada por Nora Denes junto a The Fridays.

### Festival de la Canción de Eurovisión 2016
Esta canción iba a ser representación rumana en el Festival de la Canción de Eurovisión 2016, pero fue expulsada tres semanas antes del certamen por la Unión Europea de Radiodifusión por una deuda impagada de 15 millones de euros.
El 25 de diciembre de 2016, se organizó un sorteo de asignación en el que se colocaba a cada país en una de las dos semifinales, además de decidir en qué mitad del certamen actuarían. La canción se iba a interpretar en duodécimo lugar durante la segunda semifinal.